# Anselm d’Ysalguier
Anselm d’Ysalguier (* vor ca. 1380 in Toulouse; † nach 1420 ebenda) war ein französischer Ritter, Abenteurer und Afrikareisender, dessen Existenz aber umstritten ist.

## Leben
Nach Angaben der Chronik von Toulouse, verfasst von Pierre Bardin (zweite Hälfte des 15. Jahrhunderts), soll der Ritter Anselm (auch: Anselme) d’Ysalguier im Jahre 1402 auf einer nicht näher bezeichneten Route durch die Sahara an einen großen Fluss (vermutlich den Niger) gekommen und acht Jahre am Königshof von Gago (aller Wahrscheinlichkeit nach Gao, die Hauptstadt des Songhai-Reiches im heutigen Mali) gelebt haben. Dort habe er eine schwarze Prinzessin geheiratet und sei mit ihr und einem kleinen einheimischen Gefolge nach Toulouse zurückgekehrt. Wenn dieser Bericht den Tatsachen entsprechen sollte, wäre dies der Beleg für die erste Reise eines Europäers nach Westafrika.
Über das Leben Anselms nach seiner Rückkehr ist nichts bekannt. Er soll einen ausführlichen Bericht über seine Reise nach Afrika und seinen dortigen Aufenthalt und ein Wörterbuch der „afrikanischen Sprache“, d. h. des 
Songhai, verfasst haben. Die Dokumente, die der Lokalhistoriker Guillaume Lafaille für seine Annales de la ville de Toulouse (1687) benutzt haben will, sind jedoch spurlos verschwunden. Nach Anselms Tod in den 1420er Jahren trat seine Witwe in ein Kloster ein, während seine Kinder in angesehene gascognische Adelsfamilien einheirateten. Sein Enkel Eustache de Faudoas soll den Spitznamen „Le Morou (der Mohr)“ gehabt haben. In den Stammbäumen der betreffenden Familien sind die Kinder d’Ysalguiers jedoch nicht nachweisbar bzw. – sofern die Namen auftauchen – nicht als Nachkommen eines Anselm d’Ysalguier ausgewiesen.

## Hintergründe
Außer den wenigen Angaben, die uns über die Chronik des Pierre Bardin und die Stadtgeschichte des Guillaume Lafaille überkommen sind, gibt es keine weiteren Belege für die Reise des Anselm d’Ysalguier. Nicht einmal seine Existenz ist historisch bewiesen, obwohl das Rittergeschlecht der d’Ysalguier eine bedeutende Rolle in der Gascogne und im Languedoc spielte und seine Geschichte einschließlich des Stammbaums bestens erforscht ist. Nach der eher zufälligen Entdeckung des Berichts über die Afrikareise durch den Marinehistoriker Charles de La Roncière (um 1920) wurde lange Zeit angenommen, dass die Angaben von Bardin und Lafaille als zuverlässig zu bewerten seien. Auffällig ist die Tatsache, dass Anselm seine Heimat im Jahre 1402 verließ, genau zu dem Zeitpunkt, als eine Reihe von Rittern aus der Gascogne sich dem Abenteurer Jean de Béthencourt (1362–1425) anschlossen, der die Kanarischen Inseln erobern wollte. Charles de La Roncière, der den Bericht über d’Ysalguier entdeckte, versuchte ihn glaubwürdig erscheinen zu lassen und konstruierte ohne jeden Quellenbeleg folgendes Szenario: Der Ritter habe sich unter den Eroberern befunden und sei bei einem Überfall auf die mauretanische Küste in Gefangenschaft geraten. Von den Mauren sei er als Sklave bis an den Niger gelangt und als Kuriosität an den Hof des Songhai-Königs verkauft worden. Eine andere Spekulation besagte, er sei zuerst auf Pilgerfahrt in Jerusalem gewesen und dann über Ägypten und Nubien ins Songhai-Reich gekommen. Hierfür gibt es aber überhaupt keine Anhaltspunkte.
Seit längerer Zeit neigt die Geschichtswissenschaft zu dem Urteil, dass beide Chroniken über weite Strecken erfundenes Material enthalten und Anselm d’Ysalguier als eine fiktive Persönlichkeit anzusehen ist. Bardins Werk ist ohnehin nicht im Original erhalten, sondern nur in Abschriften aus dem 17. Jahrhundert.
Während die Historiker die Existenz des Ritters d’Ysalguier massiv in Zweifel ziehen oder sogar bestreiten, wird er in populärwissenschaftlichen Büchern als reale Figur der afrikanischen Geschichte vorgestellt.
Auch die afrikanischen Quellen wissen nichts von der Anwesenheit eines weißen Mannes am Hof des Königs der Songhai, obwohl die Chroniken von Timbuktu sehr ausführlich über die Zeit berichten und selbst banale Ereignisse überliefern.

## Der schwarze Arzt aus Gao
Im Gefolge d’Ysalguiers befand sich der Überlieferung nach ein Eunuch namens Aben Ali, der ein Meister afrikanischer Heilkünste gewesen sein soll. Er ließ sich zum Ärger der christlichen Ärzte in Toulouse nieder und wurde häufig konsultiert. Im März 1420 kam der zu diesem Zeitpunkt noch nicht gekrönte König Charles VII. (1403–1461) im März 1420 nach Toulouse, wo er lebensgefährlich erkrankte. In dieser Situation soll die Kunst aller französischen Ärzte versagt haben, so dass man als letzte Rettung den schwarzen Eunuchen holte, der den Thronfolger heilte. Später soll Aben Ali von seinen neidischen Kollegen vergiftet worden sein. Wie die Person des Ritters ist auch die Existenz des schwarzen Arztes historisch nicht nachweisbar, wohingegen die Krankheit des Thronfolgers in der zeitgenössischen Literatur als Faktum belegt ist.

## Romane
Der malische Historiker Ibrahima Baba Kaké verfasste 1975 in der für afrikanische Schüler gedachten Reihe Grandes figures africaines einen 95-seitigen Roman über die angebliche Gemahlin Salou Casais, der aber weitgehend ein Phantasieprodukt ist:
- Ibrahima Baba Kaké, Salou Casais. Une idylle franco-songhay au XVe siècle. Paris – Dakar – Abidjan 1975, ISBN 2-85809-007-6

Ein historischer Abenteuerroman, in dessen Mittelpunkt die Geschichten um Anselme d’Ysalguier stehen, wurde von Philippe Frey geschrieben. Er entwirft darin ein phantasievolles Bild des frühen 15. Jahrhunderts, das allerdings der historischen Realität, d. h. dem Leben und Denken der Epoche, wenig entspricht.
- Philippe Frey, Le chevalier songhaï. Paris 2000, ISBN 2-221-08983-9